# Mastophora escomeli
Mastophora escomeli är en spindelart som beskrevs av Levi 2003. Mastophora escomeli ingår i släktet Mastophora och familjen hjulspindlar.
Artens utbredningsområde är Peru. Inga underarter finns listade i Catalogue of Life.